# RL60
O RL60 é um motor de foguete criogênico, que está em desenvolvimento pela Pratt & Whitney. O projeto é de um motor de ciclo expansor de alta energia (200-250 kN de empuxo), usando a combinação LH2/LOX, capaz de multiplas ignições no espaço.
Em 2003, a Pratt & Whitney já tinha 90% do trabalho completo no RL60 em substituição ao RL10.